# Jukka-Pekka Kaihilahti

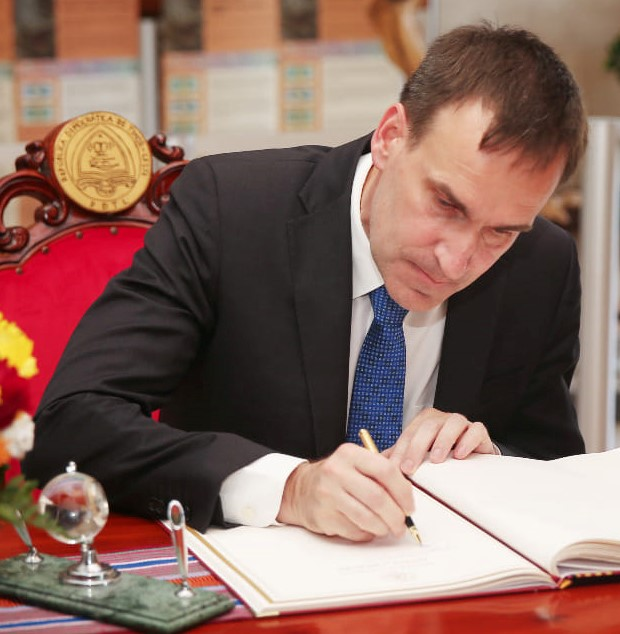
Jukka-Pekka Kaihilahti (2023)

Jukka-Pekka Kaihilahti ist ein finnischer Diplomat.

## Werdegang
Kaihilahti hat einen Master-Abschluss in Sozialwissenschaften.
Kaihilahti trat 1999 in den Auswärtigen Dienst ein. Von 2000 bis 2004 war er tätig an der Botschaft von Peking, von 2004 bis 2007 in Brasilien und von 2010 bis 2013 in Mexiko. Von 2007 bis 2009 war Kaihilahti im Referat für Süd- und Osteuropa zuständig für Angelegenheiten im Zusammenhang mit Frankreich, Spanien, Portugal, Andorra und Monaco und arbeitete von 2009 bis 2010 in der Abteilung für Ostasien und Ozeanien des Außenministeriums. Dort war er für Handels- und Wirtschaftsfragen im Zusammenhang mit China und für Angelegenheiten im Zusammenhang mit Südkorea zuständig. Ab 2013 war Kaihilahti als stellvertretender Missionsleiter an der Mission Finnlands bei der NATO in Brüssel, von wo er am 10. September 2018 zurück nach Helsinki versetzt wurde als Ratsherr für auswärtige Angelegenheiten und stellvertretender Generaldirektor der Abteilung für Amerika und Asien im Außenministerium.
Am 13. Mai 2022 wurde Kaihilahti zum finnischen Botschafter in Jakarta ernannt, mit Zuständigkeit für Indonesien und Osttimor. Seine Akkreditierung für Osttimor übergab er am 1. Februar 2023 an Osttimors Präsidenten José Ramos-Horta.